# Daohugoupterus
Daohugoupterus (лат.) — род птерозавров, найденный в средне- и верхнеюрской свите Даохугоу формации Тяоцзишань, Внутренняя Монголия, Китай. Основан на образце IVPP V12537, частичном скелете с отпечатками мягких тканей. Этот образец включает в себя часть туловища и плечевого пояса, левую плечевую кость, шейные позвонки, и заднюю часть черепа. Короткие шейные позвонки и наличие шейных отростков указывают на то, что Daohugoupterus был относительно базальным птерозавром. Daohugoupterus был описан в 2015 году Синь Чэном и его коллегами. Типовым и единственным видом является Daohugoupterus delicatus. Является представителем Yanliao Biota, которая также включает птерозавров Jeholopterus и Pterorhynchus; Daohugoupterus — самый маленький из всех трёх.